# Filmjahr 1929
Liste der Filmjahre

◄◄ | ◄ | 1925 | 1926 | 1927 | 1928 | Filmjahr 1929 | 1930 | 1931 | 1932 | 1933 | ► | ►►

Weitere Ereignisse

## Ereignisse

### Eröffnungen
- 11. April: Das Kino Babylon in Berlin wird als Stummfilmkino eröffnet.
- 16. Mai: Bei einem geschlossenen Dinner im Blossom Room des Hollywood Roosevelt Hotels werden die ersten 12 Academy Awards der im Vorjahr gegründeten Academy of Motion Picture Arts and Sciences verliehen. Der deutsche Schauspieler Emil Jannings erhält als erster Mann die Auszeichnung als Bester Hauptdarsteller für seine Rollen in den beiden Filmen Sein letzter Befehl und Der Weg allen Fleisches.

### Unternehmensgründungen
- Die Selenophon Licht- und Tonbildgesellschaft wird in Wien gegründet und beginnt mit der Herstellung von Tonfilmgeräten, basierend auf einem Lichttonverfahren.

### Preisverleihungen
- 12. Februar: Der Präsident der MGM-Studios, Louis B. Mayer, ruft den Academy Award of Merit ins Leben, der von der Academy of Motion Picture Arts and Sciences vergeben werden soll.

### Uraufführungen
- Am 17. Januar wird im Berliner Tauentzienpalast in dem Film Ich küsse Ihre Hand, Madame zum ersten Mal in Deutschland eine kurze Toneinspielung aufgeführt, in der der zuvor bereits als Stummfilmstar bekannte Harry Liedtke die Titelmelodie vorträgt. Der synchron zum Filmbild wiedergegebene Gesang stammt jedoch von Richard Tauber. Marlene Dietrich tritt in dem Film in einer ihrer frühen Hauptrollen auf.
- 01. Februar: Das von Metro-Goldwyn-Mayer herausgebrachte erste Tonfilm-Musical The Broadway Melody von Harry Beaumont hat seine Uraufführung und feiert einen großen Erfolg.
- 12. März: In Berlin wird mit Melodie der Welt der erste abendfüllende Kinotonfilm Deutschlands uraufgeführt.
- 23. August: In Graz hat der erste österreichische Tonfilm, G’schichten aus der Steiermark, von Regisseur Hans Otto Löwenstein, dessen Tonfilm-Verfahren (Ottoton) auch verwendet wurde, Uraufführung.

### Erfolgreichste Filme
Die zehn erfolgreichsten Filme an den US-amerikanischen Kinokassen nach Einspielergebnis.
| Platz | Filmtitel                   | Einspielergebnis in US-Dollar |       |
| ----- | --------------------------- | ----------------------------- | ----- |
| 1.    | The Broadway Melody         | 2.808.000                     | [ 1 ] |
| 2.    | The Cock-Eyed World         | 2.700.000                     | [ 2 ] |
| 3.    | Gold Diggers of Broadway    | 2.540.000                     | [ 3 ] |
| 4.    | Sunny Side Up               | 2.190.000                     | [ 4 ] |
| 5.    | Rio Rita                    | 1.775.000                     | [ 5 ] |
| 6.    | On with the Show!           | 1.741.000                     | [ 3 ] |
| 7.    | Say It with Songs           | 1.715.000                     | [ 3 ] |
| 8.    | Show Boat                   | 1.643.000                     | [ 4 ] |
| 9.    | The Desert Song             | 1.549.000                     | [ 3 ] |
| 10.   | The Hollywood Revue of 1929 | 1.527.000                     | [ 1 ] |

### Filmpreise und Auszeichnungen

#### Academy Awards
- 16. Mai: Die erste Academy-Award-Verleihung findet statt.

Auf einem Bankett im Hollywood Roosevelt Hotel in Los Angeles werden die ersten Oscars überreicht.
- Bester Film: Sonnenaufgang – Lied von zwei Menschen von Friedrich Wilhelm Murnau und Wings von William A. Wellman
- Bester Hauptdarsteller: Emil Jannings für seine Leistung in Der Weg allen Fleisches und Sein letzter Befehl
- Beste Hauptdarstellerin: Janet Gaynor in Das Glück in der Mansarde
- Bester Regisseur: Lewis Milestone für Two Arabian Nights und Frank Borzage für Das Glück in der Mansarde
- Bestes Originaldrehbuch: Ben Hecht für Underworld
- Ehrenoscar: Charlie Chaplin für The Circus und Warner Bros. für die Realisierung des ersten Tonfilms, Der Jazzsänger

#### Weitere Filmpreise und Auszeichnungen
- Photoplay Award: Disraeli von Alfred E. Green

## Geboren

### Januar / Februar

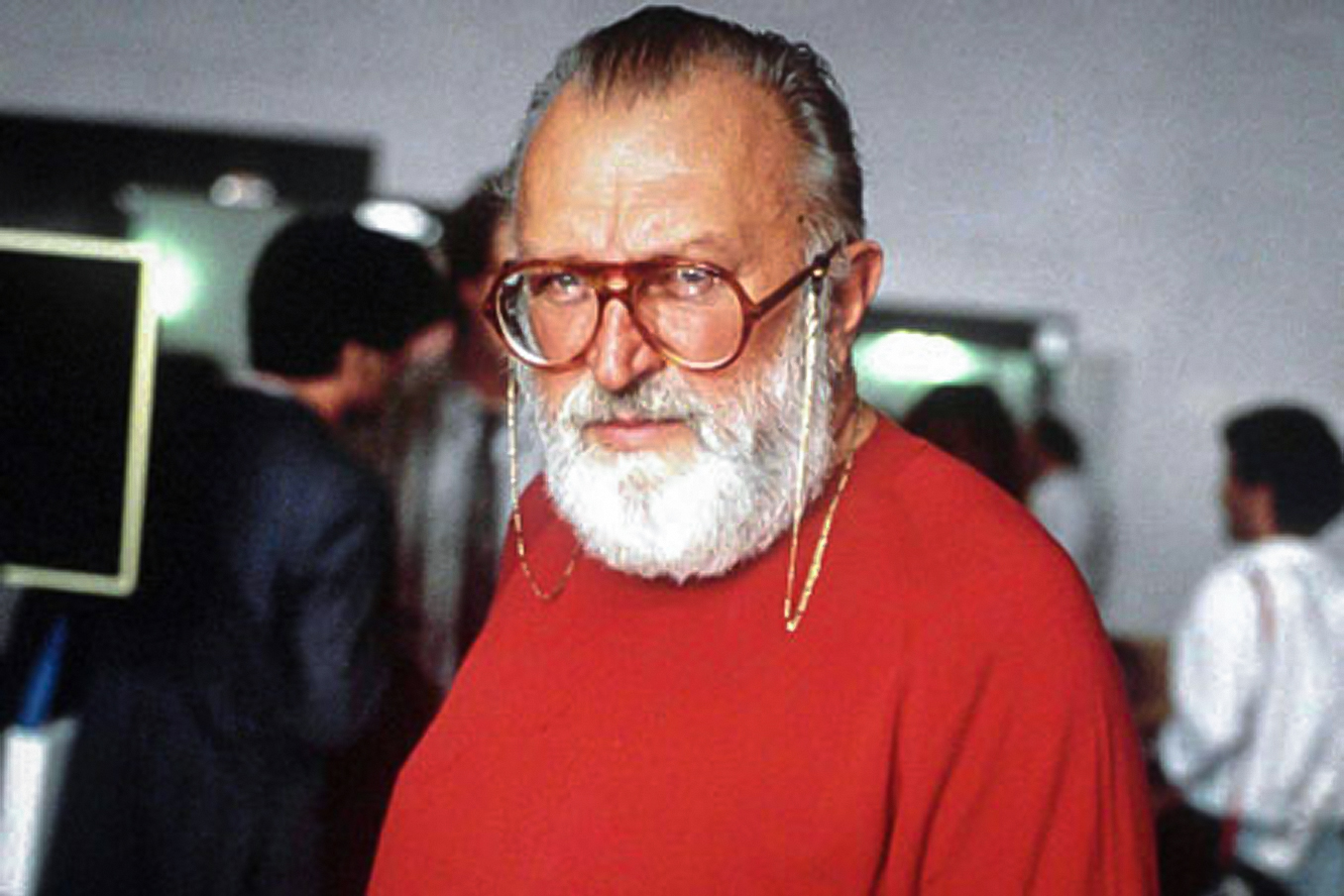
Sergio Leone (* 3. Januar)

- 03. Januar: Sergio Leone, italienischer Regisseur († 1989)
- 05. Januar: Keith Hefner, US-amerikanischer Schauspieler († 2016)
- 07. Januar: Terry Moore, US-amerikanische Schauspielerin
- 08. Januar: Saeed Jaffrey, indischer Schauspieler († 2015)
- 09. Januar: Ulu Grosbard, US-amerikanischer Regisseur († 2012)
- 14. Januar: Aleksandar Petrović, jugoslawischer Regisseur († 1994)
- 21. Januar: Radley Metzger, US-amerikanischer Regisseur, Produzent, Drehbuchautor und Verleiher († 2017)
- 22. Januar: Max Peter Ammann, schweizerischer Regisseur († 2022)
- 29. Januar: Elio Petri, italienischer Regisseur († 1982)
- 31. Januar: Jean Simmons, britisch-amerikanische Schauspielerin († 2010)

- 02. Februar: Věra Chytilová, tschechische Regisseurin und Drehbuchautorin († 2014)

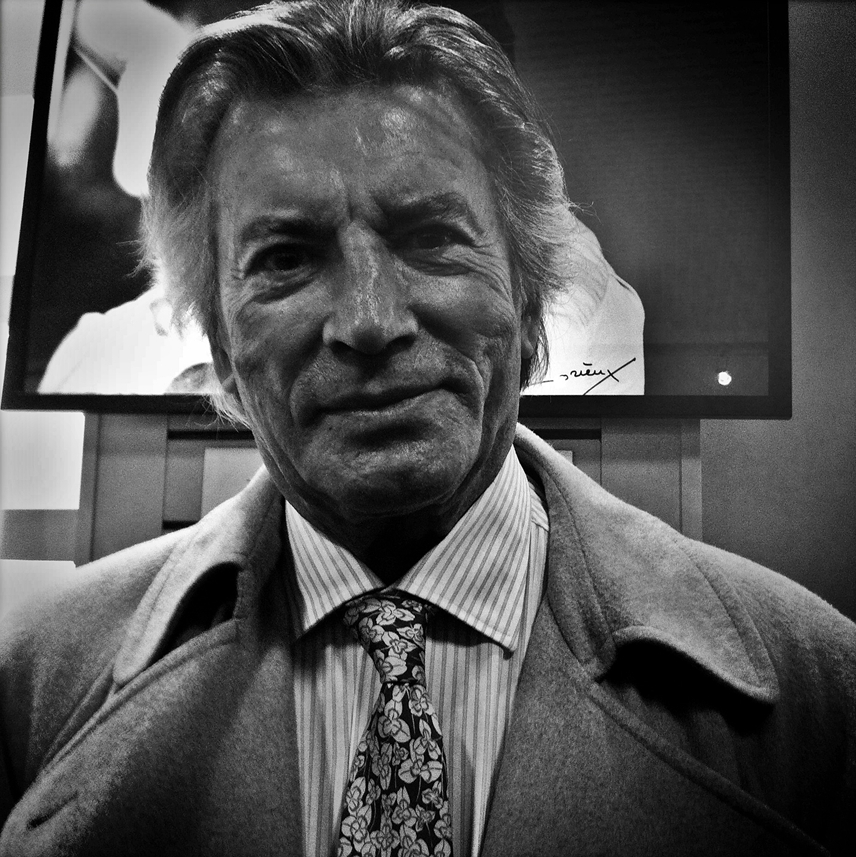
Pierre Brice (* 6. Februar)

- 06. Februar: Pierre Brice, französischer Schauspieler († 2015)
- 08. Februar: Christian Marin, französischer Schauspieler († 2012)
- 08. Februar: Claude Rich, französischer Schauspieler († 2017)
- 09. Februar: Ursula Lingen, deutsch-österreichische Schauspielerin († 2014)

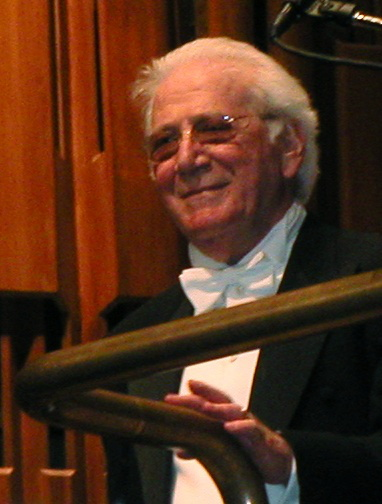
Jerry Goldsmith (* 10. Februar)

- 10. Februar: Jerry Goldsmith, US-amerikanischer Komponist († 2004)
- 13. Februar: Rolf Zehetbauer, deutscher Filmarchitekt († 2022)
- 16. Februar: Kazimierz Kutz, polnischer Regisseur († 2018)
- 17. Februar: Patricia Routledge, britische Schauspielerin
- 20. Februar: Erich Hallhuber senior, deutscher Schauspieler († 2015)
- 22. Februar: James Hong, US-amerikanischer Schauspieler

### März / April
- 02. März: Jean-Marie Drot, französischer Filmeditor und Regisseur († 2015)
- 03. März: Hilton A. Green, US-amerikanischer Produzent († 2013)
- 10. März: Alice Hirson, US-amerikanische Schauspielerin († 2025)
- 13. März: Peter Breck, US-amerikanischer Schauspieler († 2012)
- 16. März: Nadja Tiller, österreichische Schauspielerin († 2023)
- 22. März: P. Ramlee, malaysischer Schauspieler († 1973)
- 23. März: Mark Rydell, US-amerikanischer Regisseur
- 27. März: Anne Ramsey, US-amerikanische Schauspielerin († 1988)

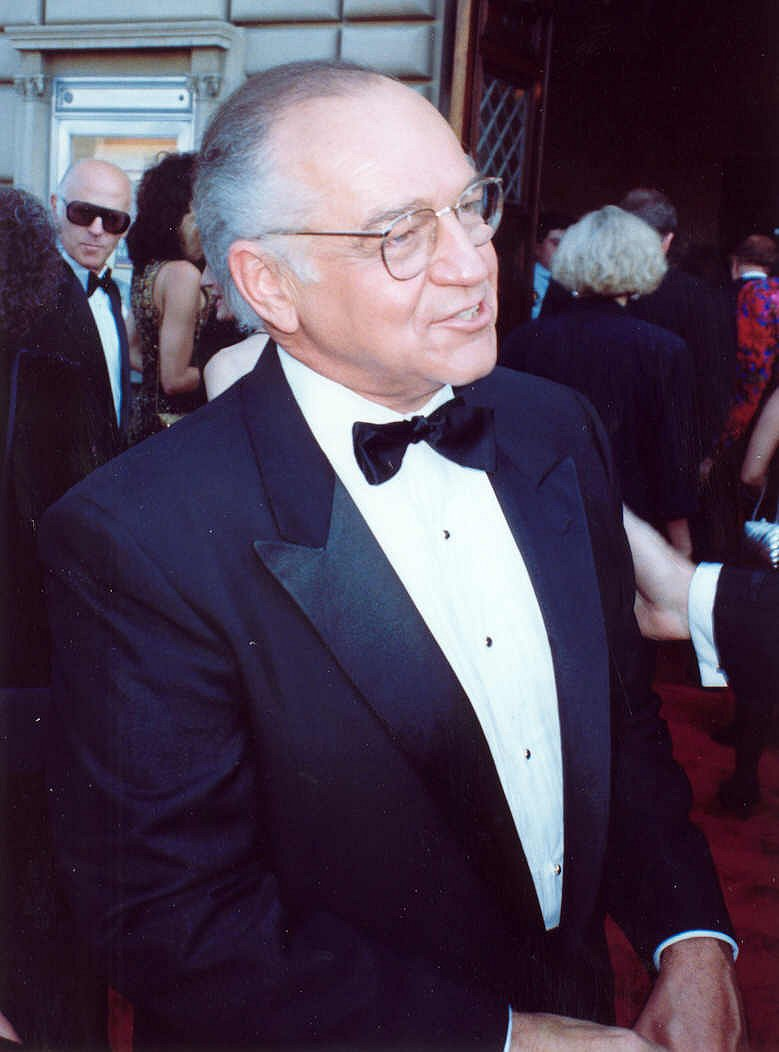
Richard Dysart (* 30. März)

- 30. März: Richard Dysart, US-amerikanischer Schauspieler († 2015)

- 01. April: Michael O’Herlihy, irischer Regisseur und Produzent († 1997)
- 01. April: Jane Powell, US-amerikanische Schauspielerin († 2021)
- 05. April: Nigel Hawthorne, britischer Schauspieler († 2001)
- 10. April: Hanns Lothar, deutscher Schauspieler († 1967)
- 10. April: Liz Sheridan, US-amerikanische Schauspielerin († 2022)
- 11. April: Jack Betts, US-amerikanischer Schauspieler († 2025)
- 12. April: Evamaria Bath, deutsche Schauspielerin († 2023)
- 14. April: Gerry Anderson, britischer Regisseur und Produzent († 2012)
- 17. April: Michael Forest, US-amerikanischer Schauspieler
- 17. April: Lissy Tempelhof, deutsche Schauspielerin († 2017)
- 28. April: Kurt Böwe, deutscher Schauspieler († 2000)
- 30. April: Oliver Storz, deutscher Drehbuchautor, Regisseur und Produzent († 2011)
- 30. April: Klausjürgen Wussow, deutscher Schauspieler († 2007)

### Mai / Juni

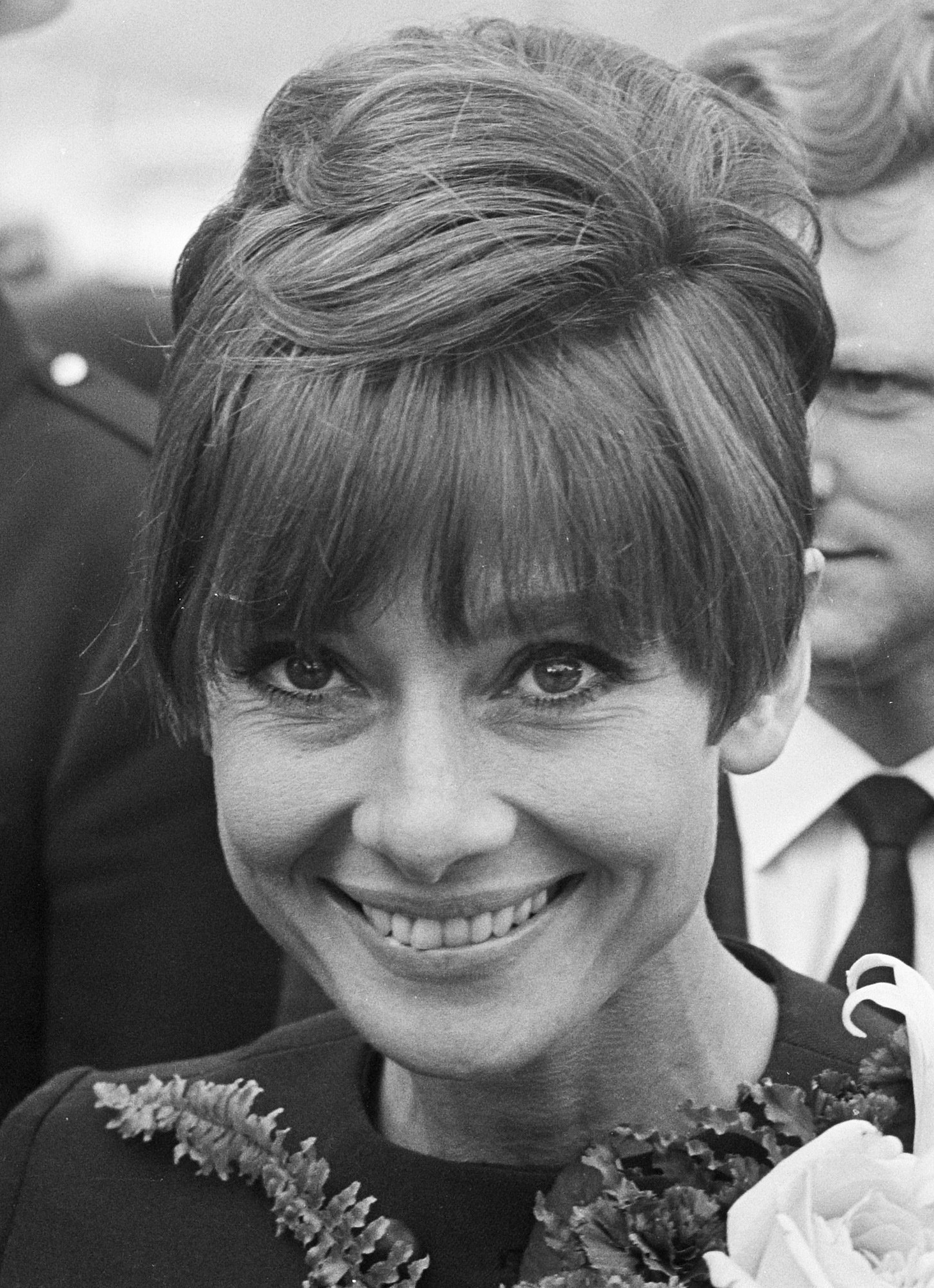
Audrey Hepburn (* 4. Mai)

- 04. Mai: Audrey Hepburn, britische Schauspielerin († 1993)
- 05. Mai: John S. Ragin, US-amerikanischer Schauspieler († 2013)
- 10. Mai: George Coe, US-amerikanischer Schauspieler und Produzent († 2015)
- 13. Mai: Nicola Badalucco, italienischer Drehbuchautor († 2015)
- 23. Mai: Marvin J. Chomsky, US-amerikanischer Regisseur († 2022)
- 25. Mai: Ann Robinson, US-amerikanische Schauspielerin
- 28. Mai: Werner Achmann, deutscher Szenenbildner und Filmausstatter († 2001)
- 28. Mai: Horst Frank, deutscher Schauspieler († 1999)
- 30. Mai: Margit Saad, deutsche Schauspielerin und Regisseurin († 2023)
- 31. Mai: Menahem Golan, israelischer Regisseur und Produzent († 2014)

- 03. Juni: Billy Williams, britischer Kameramann
- 04. Juni: Günter Strack, deutscher Schauspieler († 1999)

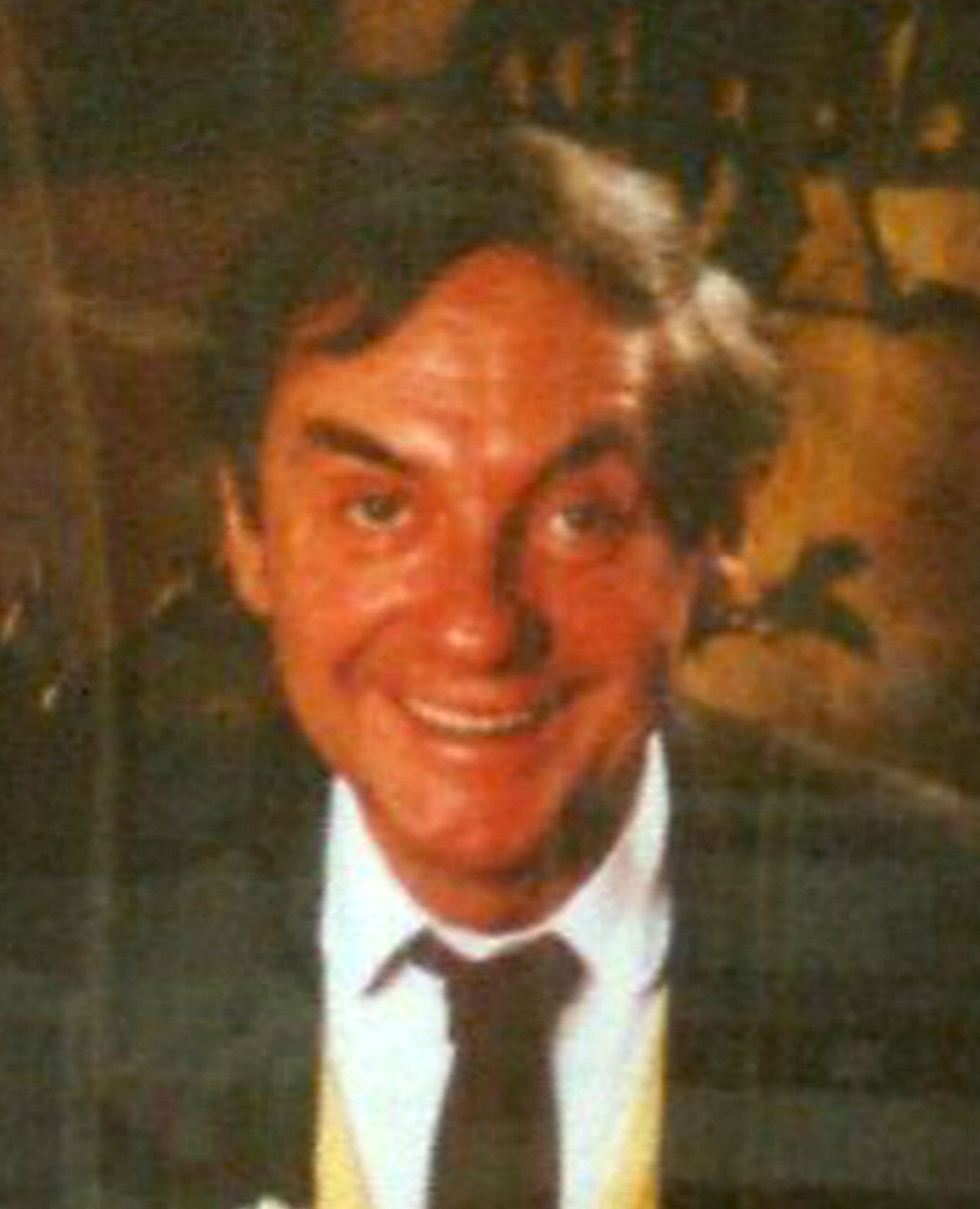
Harald Juhnke (* 10. Juni)

- 10. Juni: Harald Juhnke, deutscher Schauspieler († 2005)
- 11. Juni: Josef Anton Riedl, deutscher Komponist († 2016)
- 12. Juni: Alberto De Martino, italienischer Regisseur und Drehbuchautor († 2015)

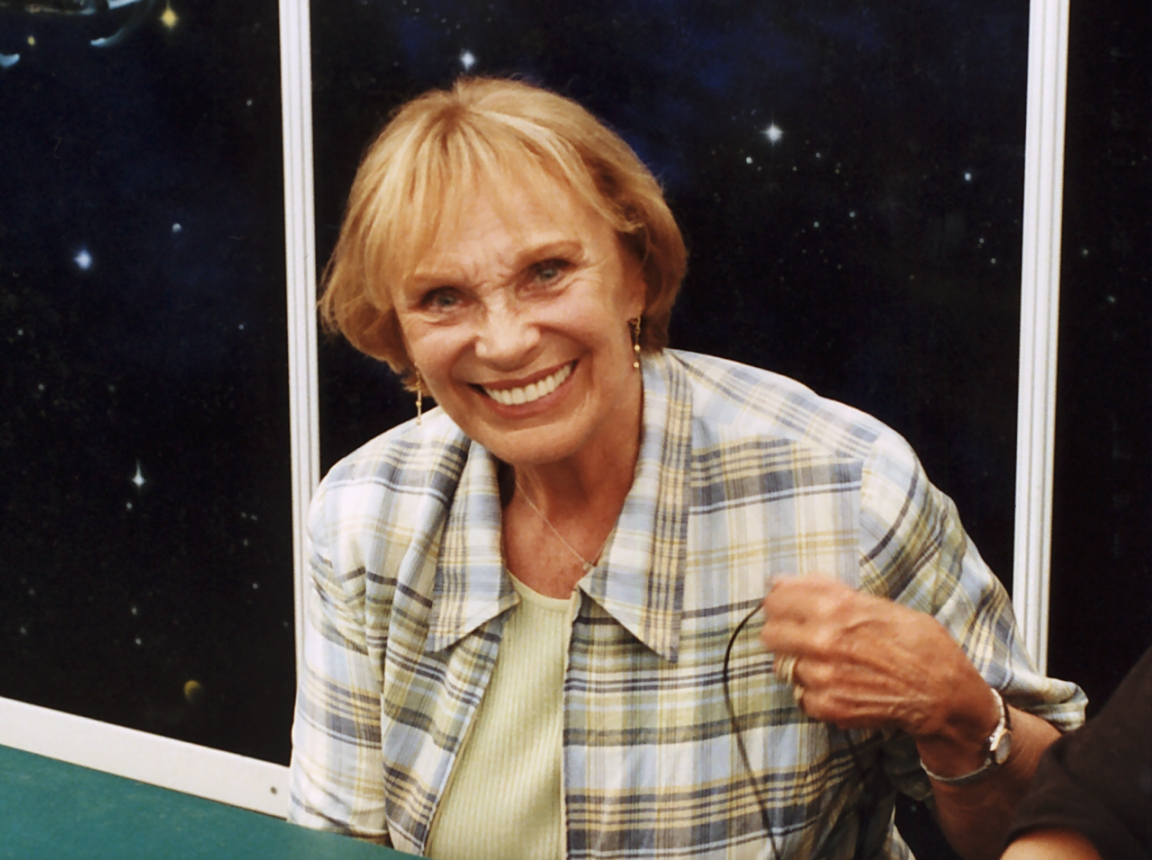
Eva Pflug (* 12. Juni)

- 12. Juni: Eva Pflug, deutsche Schauspielerin († 2008)
- 14. Juni: Tonino Cervi, italienischer Regisseur, Produzent und Drehbuchautor († 2002)
- 15. Juni: Herschell Gordon Lewis, US-amerikanischer Filmemacher († 2016)
- 17. Juni: James Shigeta, US-amerikanischer Schauspieler († 2014)
- 22. Juni: Rudolf Melichar, österreichischer Schauspieler
- 23. Juni: Claude Goretta, schweizerischer Regisseur († 2019)
- 25. Juni: Luigi Bazzoni, italienischer Regisseur und Drehbuchautor († 2012)

### Juli / August
- 05. Juli: Katherine Helmond, US-amerikanische Schauspielerin († 2019)
- 08. Juli: Norma Eberhardt, US-amerikanische Schauspielerin († 2011)
- 10. Juli: George Clayton Johnson, US-amerikanischer Drehbuchautor und Schauspieler († 2015)
- 11. Juli: David Kelly, irischer Schauspieler († 2012)
- 15. Juli: Günther Wedekind, deutscher Kameramann
- 16. Juli: Charles H. Joffe, US-amerikanischer Produzent († 2008)
- 17. Juli: Helene Stanley, US-amerikanische Schauspielerin († 1990)
- 21. Juli: Anthony Steffen, brasilianischer Schauspieler († 2004)
- 24. Juli: Don Iwerks, US-amerikanischer Unternehmer und Kameratechniker
- 24. Juli: Peter Yates, britischer Regisseur und Produzent († 2011)
- 31. Juli: Don Murray, US-amerikanischer Schauspieler († 2024)
- 31. Juli: Gilles Carle, kanadischer Filmemacher († 2009)

- 02. August: Bernard L. Kowalski, US-amerikanischer Regisseur († 2007)
- 08. August: José Luis Borau, spanischer Regisseur († 2012)
- 10. August: Vincent McEveety, US-amerikanischer Regisseur († 2018)
- 23. August: Vera Miles, US-amerikanische Schauspielerin
- 31. August: Germaine Damar, luxemburgische Schauspielerin

### September / Oktober
- 02. September: Hal Ashby, US-amerikanischer Regisseur († 1988)

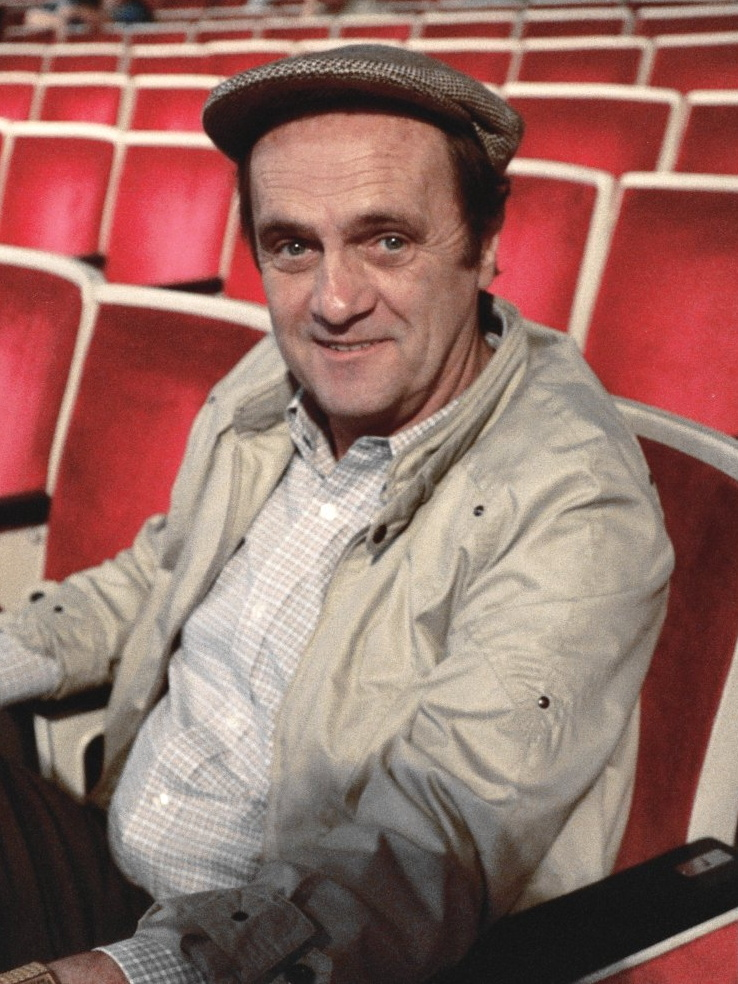
Bob Newhart (* 5. September)

- 05. September: Bob Newhart, US-amerikanischer Schauspieler († 2024)
- 14. September: Hans Clarin, deutscher Schauspieler († 2005)
- 19. September: Walter Beck, deutscher Regisseur, Drehbuchautor und Schauspieler († 2024)
- 19. September: Heiner Carow, deutscher Regisseur († 1997)
- 20. September: Hans von Borsody, deutscher Schauspieler († 2013)
- 20. September: Anne Meara, US-amerikanische Schauspielerin († 2015)
- 21. September: Elsa Raven, US-amerikanische Schauspielerin († 2020)
- 22. September: Serge Garant, kanadischer Komponist († 1986)
- 25. September: Wolfgang Glück, österreichischer Regisseur († 2023)
- 27. September: Sada Thompson, US-amerikanische Schauspielerin († 2011)

- 02. Oktober: Moses Gunn, US-amerikanischer Schauspieler († 1993)
- 02. Oktober: Robin Hardy, britischer Regisseur, Drehbuch- und Romanautor († 2016)
- 04. Oktober: Scotty Beckett, US-amerikanischer Schauspieler († 1968)
- 06. Oktober: Bruno Cremer, französischer Schauspieler († 2010)
- 09. Oktober: Donn Cambern, US-amerikanischer Filmeditor († 2023)

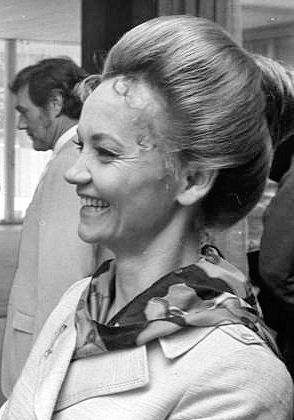
Liselotte Pulver (* 11. Oktober)

- 11. Oktober: Liselotte Pulver, schweizerische Schauspielerin

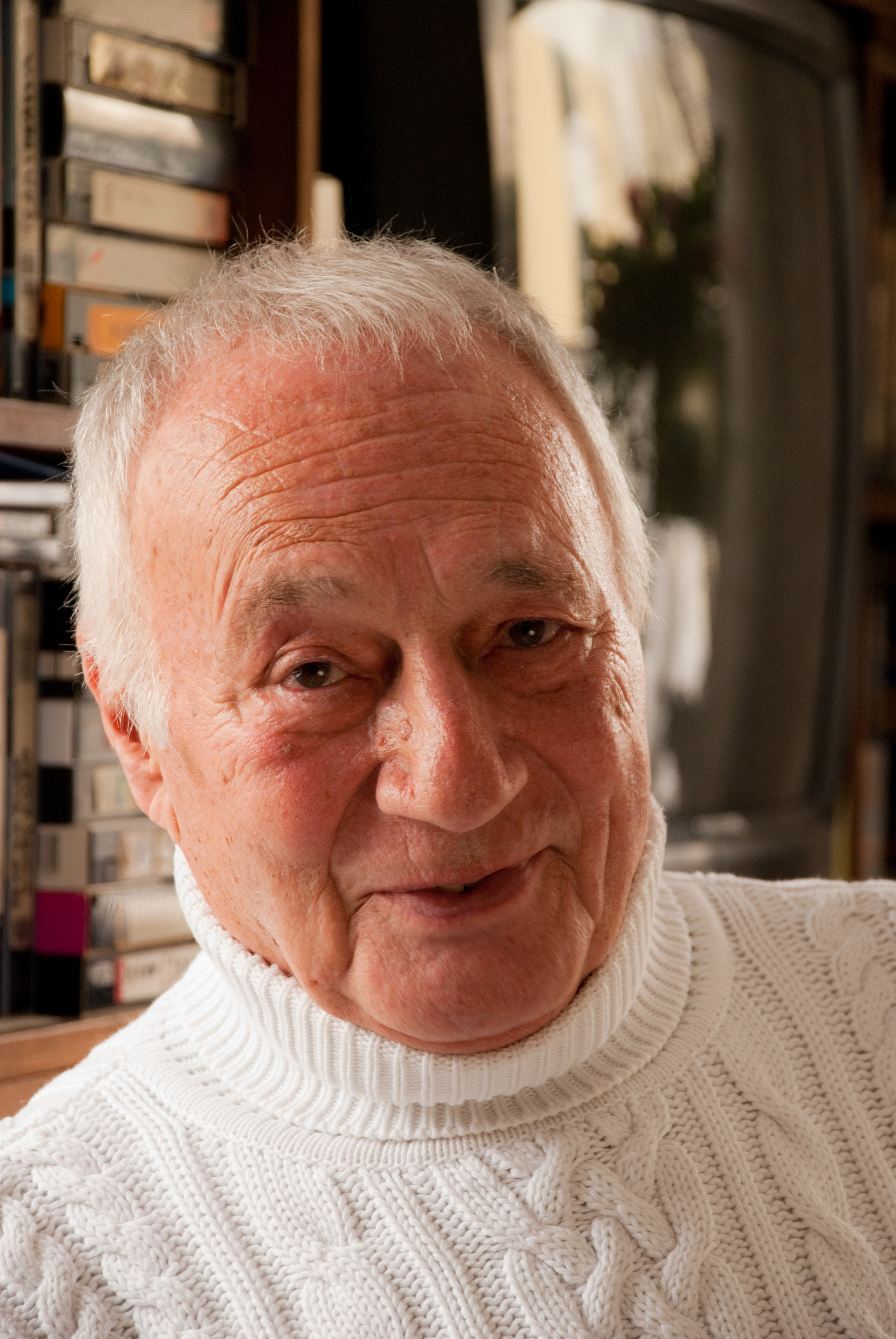
Norbert Gastell (* 14. Oktober)

- 14. Oktober: Norbert Gastell, deutscher Schauspieler und Synchronsprecher († 2015)
- 15. Oktober: Witold Sobociński, polnischer Kameramann († 2018)
- 16. Oktober: Fernanda Montenegro, brasilianische Schauspielerin
- 20. Oktober: Dieter Wieland, deutscher Schauspieler († 1983)
- 21. Oktober: Walter Hugo Khouri, brasilianischer Regisseur, Drehbuchautor und Produzent († 2003)
- 22. Oktober: Giorgio Gaslini, italienischer Komponist († 2014)
- 25. Oktober: Sabine Bethmann, deutsche Schauspielerin († 2021)
- 28. Oktober: Joan Plowright, britische Schauspielerin († 2025)
- 31. Oktober: Bud Spencer, italienischer Schauspieler († 2016)

### November / Dezember
- 06. November: June Squibb, US-amerikanische Schauspielerin
- 07. November: Ruggero Mastroianni, italienischer Filmeditor († 1996)

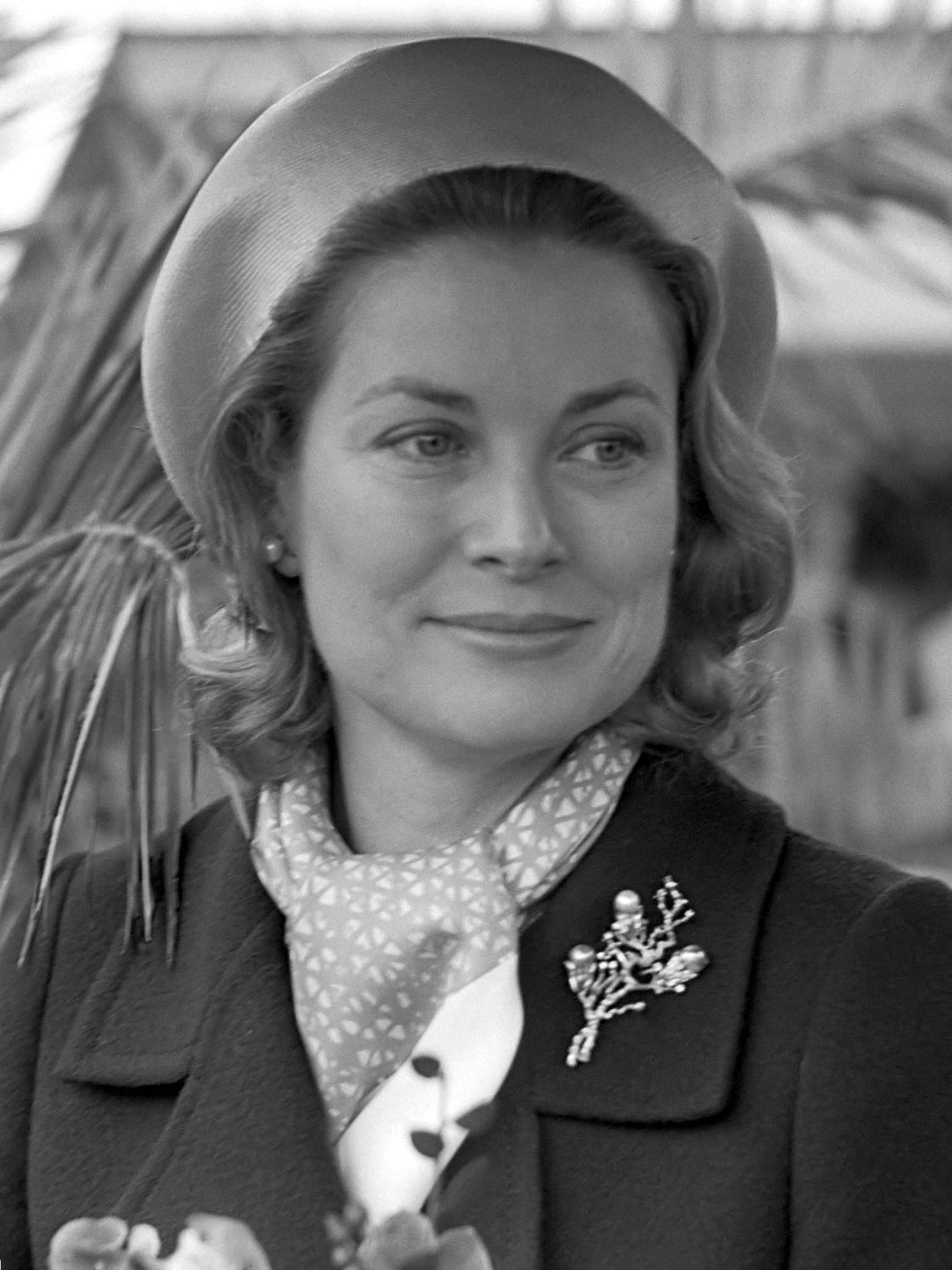
Grace Kelly (* 12. November)

- 12. November: Grace Kelly, US-amerikanische Schauspielerin († 1982)

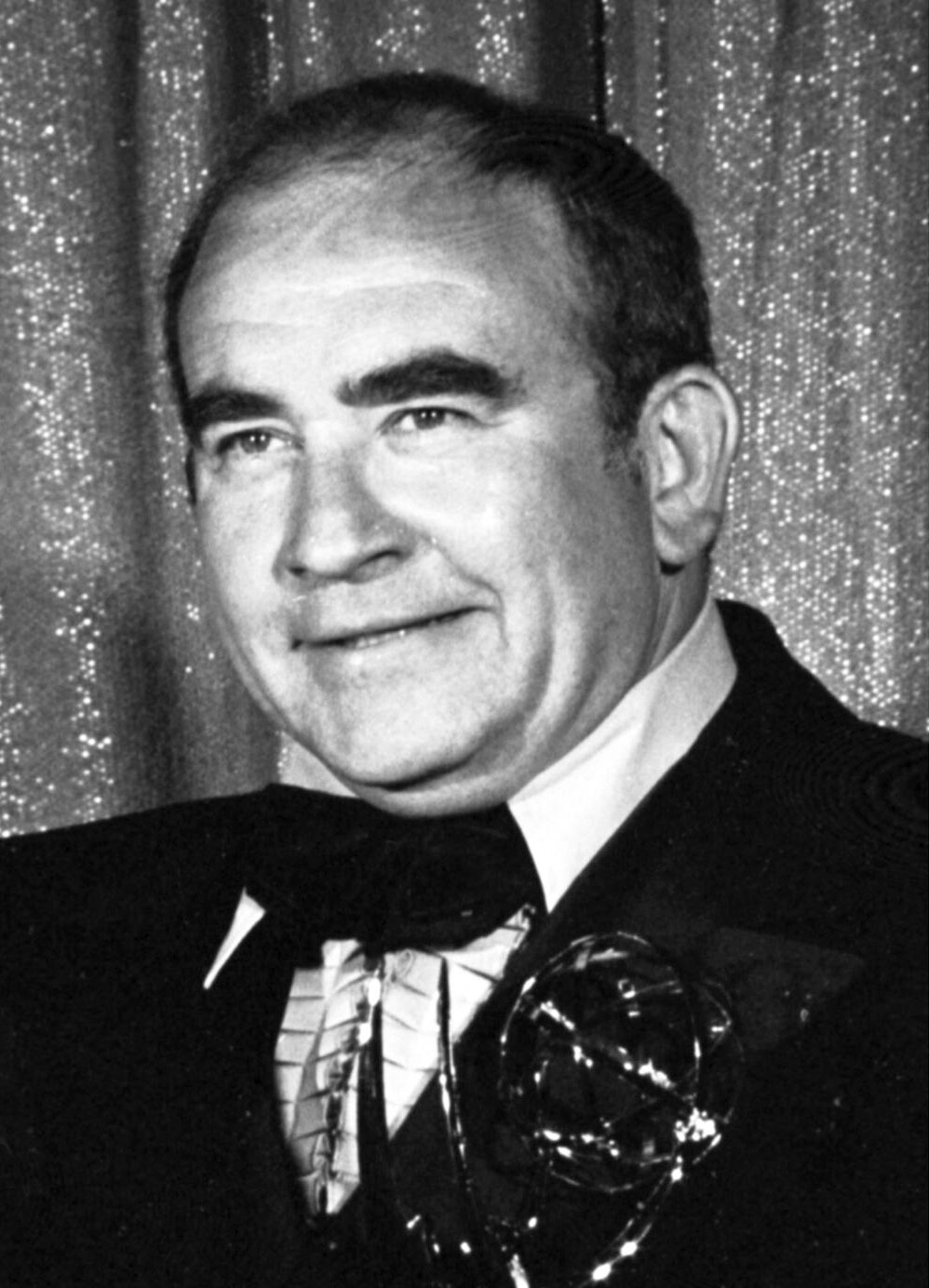
Ed Asner (* 15. November)

- 15. November: Ed Asner, US-amerikanischer Schauspieler, Produzent und Synchronsprecher († 2021)
- 21. November: Niall Tóibín, irischer Schauspieler († 2019)
- 22. November: Isa Barzizza, italienische Schauspielerin († 2023)
- 26. November: Slavko Avsenik, slowenischer Komponist († 2015)
- 26. November: Betta St. John, US-amerikanische Schauspielerin, Sängerin und Tänzerin († 2023)

- 06. Dezember: Alain Tanner, schweizerischer Regisseur († 2022)
- 08. Dezember: Klara Rumjanowa, russische Schauspielerin († 2004)
- 09. Dezember: John Cassavetes, US-amerikanischer Schauspieler und Regisseur († 1989)
- 12. Dezember: Zaharira Harifai, israelische Schauspielerin († 2013)

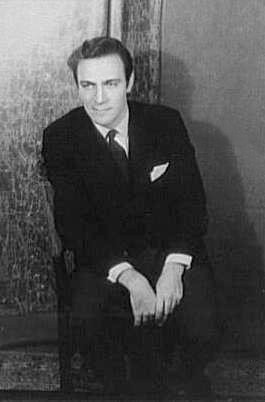
Christopher Plummer (* 13. Dezember)

- 13. Dezember: Christopher Plummer, kanadischer Schauspieler († 2021)
- 25. Dezember: Jerzy Antczak, polnischer Regisseur
- 26. Dezember: Kathleen Crowley, US-amerikanische Schauspielerin († 2017)

## Gestorben
- 02. Mai: Segundo de Chomón, spanischer Filmpionier (* 1871)
- 08. Juni: Wladimir Vogel, russischer Schauspieler (* 1902)
- 04. Juli: Hans Werckmeister, deutscher Regisseur (* 1871)
- 02. September: Paul Leni, deutscher Regisseur (* 1885)
- 03. Oktober: Jeanne Eagels, US-amerikanische Schauspielerin (* 1890)
- 17. Dezember: Ted Wilde, US-amerikanischer Regisseur (* 1889)